# Elleringhausen (Olsberg)
Elleringhausen ist einer von zwölf Ortsteilen der Stadt Olsberg im Hochsauerlandkreis in Nordrhein-Westfalen.
Ende 2024 hatte der Ort 1021 Einwohner (Hauptwohnsitz). Er liegt im Tal des Gierskoppbaches, rund 400 Meter über dem Meeresspiegel. Der Ortskern von Olsberg liegt vier Kilometer entfernt westlich.

## Geschichte

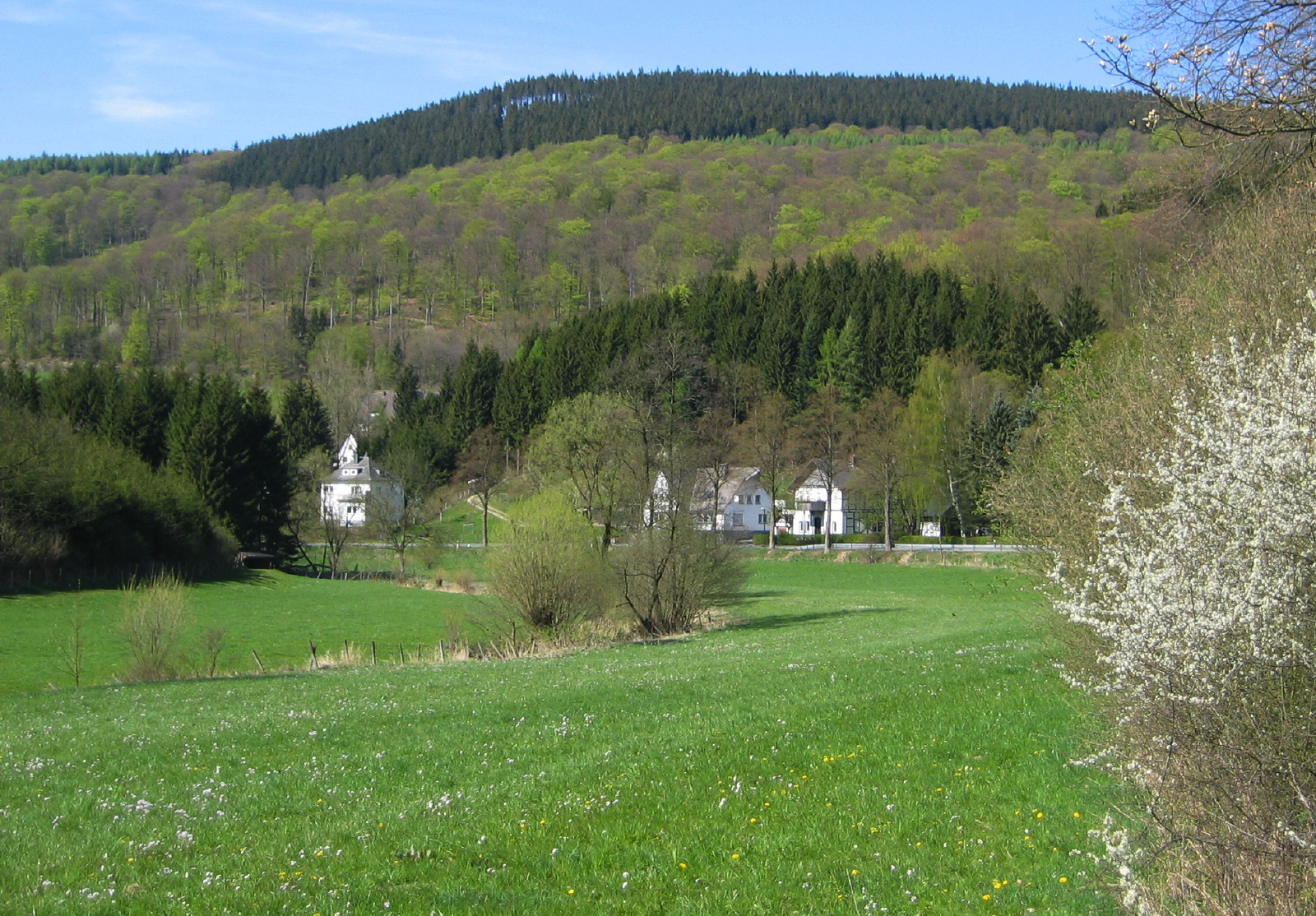
Gierskoppbachtal/Elleringhausen

Erstmals urkundlich erwähnt wurde Elleringhausen 1222 als „Eilhardinchusen“. Besiedelt wurde die Gegend bereits um 900. Im frühen 15. Jahrhundert waren 13 Hausbesitzer verpflichtet, Abgaben an die Pfarrei von Bigge zu zahlen. Im 16. Jahrhundert hatte Elleringhausen 16 Solstätten. Etwa 1640 wurde das noch erhaltene vermutlich älteste Gebäude, Franzes Haus, gebaut. 1873 erhielt Elleringhausen mit der Fertigstellung des Tunnels (1872) nach Brilon Wald Anschluss an das Eisenbahnnetz. 1904 wurde die Schule errichtet. 1911 wurde mit dem Ausbau der Wasserversorgung begonnen, 1920 folgte der Stromanschluss.
Im Zweiten Weltkrieg fielen 41 Männer aus dem Dorf, davon die meisten an der Ostfront, oder starben in Gefangenschaft.
Am 30. März 1945 wurden Infanteriesoldaten der Wehrmacht, Männer vom Volkssturm und Reichsarbeitsdienst zur Verteidigung von Elleringhausen ins Dorf verlegt. Die Kämpfer waren nur mit Gewehren, Handgranaten und einigen Panzerfäusten bewaffnet. Am Vortag hatten Einheiten der US-Army das östlich liegende Brilon-Wald besetzt. Alle arbeitsfähigen Männer mussten mit dem Volkssturm aus Bruchhausen eine Panzersperre aus Bäumen in Richtung Brilon-Wald errichten. Am nächsten Tag wurde eine Panzersperre in Richtung Olsberg gebaut. Am 1. April marschierte eine Infanterie-Kompanie in Richtung Brilon-Wald, um dort den Nachschubweg der US-Truppen zu durchtrennen. Schon am Nachmittag kehrte die angeschlagene Einheit ins Dorf zurück. Am 2. April erhielt ein Haus einen Granattreffer. Am 3. April begann heftiger Beschuss des Dorfes. Neun Gebäude wurden getroffen. In einem Haus starben vier Menschen, darunter ein Soldat und eine Ostarbeiterin. Eine Frau starb am nächsten Tag an ihrer Verletzung. Die deutschen Soldaten wurden immer weiter ins Dorf zurückgedrängt. Oberhalb des Dorfes nahmen US-Panzer Aufstellung. Im Dorf hängten Einwohner weiße Fahnen heraus und ein deutscher Unteroffizier ging so den US-Soldaten entgegen. Kampflos rückten US-Truppen ins Dorf. Die deutschen Soldaten wurden gefangen genommen. Acht um Elleringhausen gefallene Soldaten wurden auf dem Dorffriedhof begraben.
1964 wurde mit dem Bau einer neuen Kirche begonnen, die alte wurde abgerissen. Am 1. Januar 1975 verlor Elleringhausen durch das Sauerland/Paderborn-Gesetz seine Selbstständigkeit als Gemeinde und wurde ein Teil der Stadt Olsberg. Der Bahnhof von Elleringhausen wurde 1978 aufgegeben.

## Geographie

### Lage
Elleringhausen liegt im Gierskopptal, ca. fünf Kilometer südwestlich der Stadt Olsberg und ca. acht Kilometer nordöstlich der Stadt Willingen (Upland). Der Gierskoppbach entsteht im Nachbardorf Bruchhausen durch den Zusammenfluss aus Lutterbecke und Medebach. Das Gierskopptal verläuft unmittelbar östlich des Ruhrtals. Der Ort liegt rund 400 m über NHN. „Eingerahmt“ wird Elleringhausen vom Schörenberg (520 m) im Süden, Klockliet (665 m) und Ginsterkopf (657 m) im Osten, Habberg (652 m), Schusterknapp (616 m) und Borberg (670 m) im Norden, sowie Olsberg (704 m), Ruthenberg (535 m) und Heidkopf (715 m) im Westen. Südlich von Elleringhausen befinden sich zudem die Bruchhauser Steine, auf dem 728 Meter hohen Istenberg, die besonders aus Elleringhauser Richtung ein wunderschönes Fotomotiv abgeben.

### Nachbargemeinden und -orte
- Assinghausen
- Brilon-Wald
- Bruchhausen
- Olsberg
- Wiemeringhausen
- Willingen

## Sehenswürdigkeiten

### Feuereiche

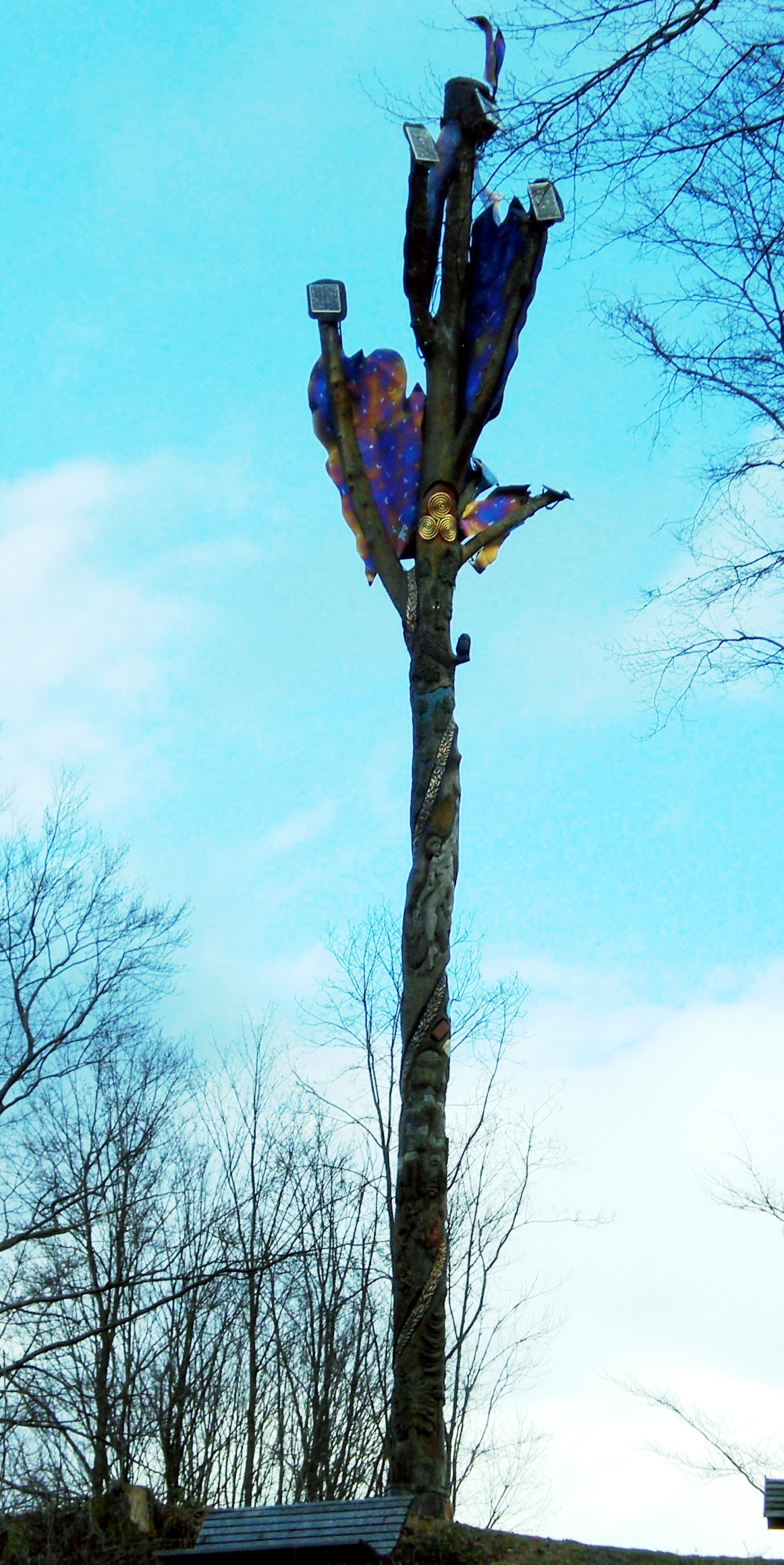
Feuereiche im Sauerland, beleuchtete Krone, die Arbeit stammt von Jürgen Suberg

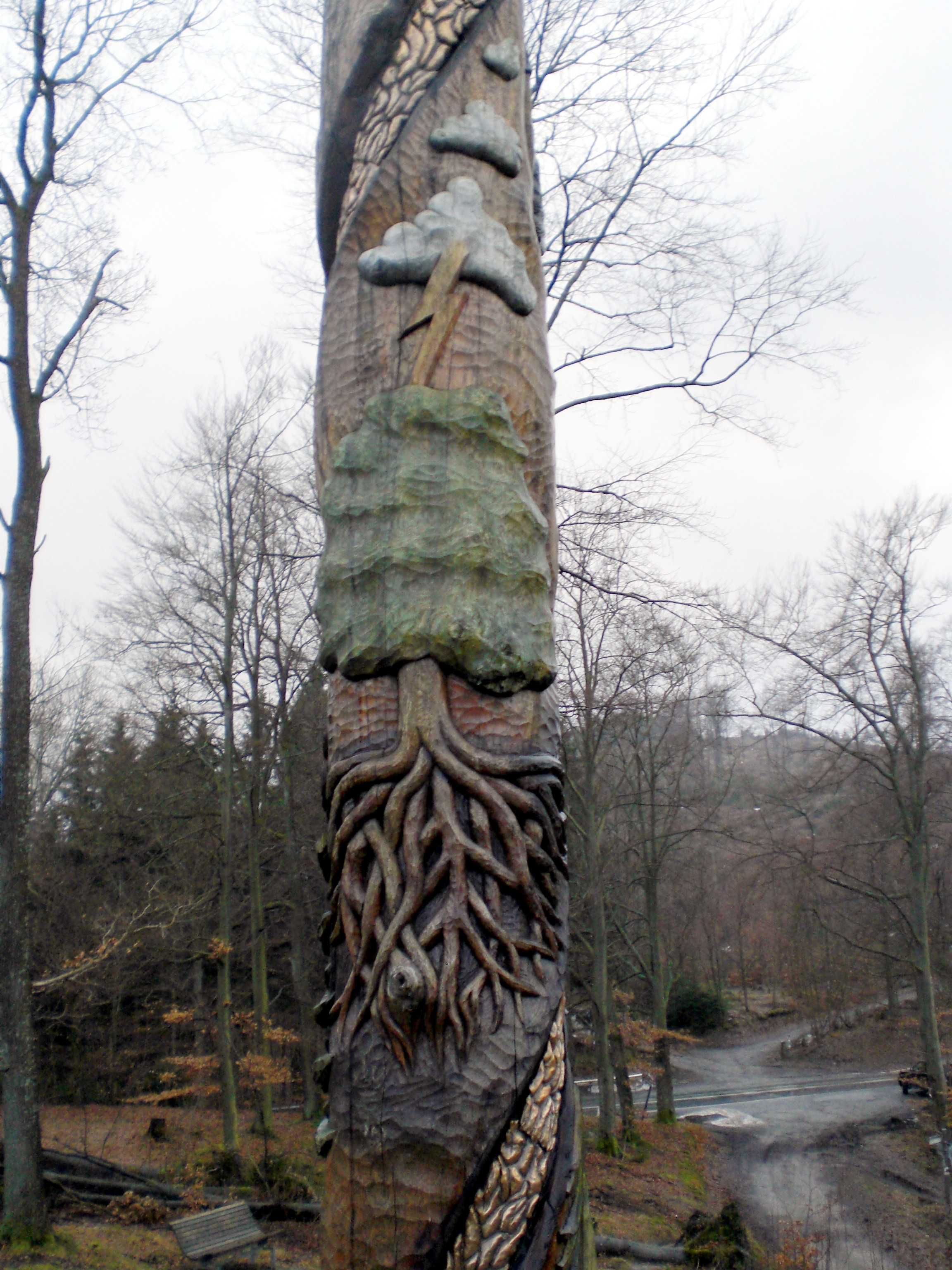
Feuereiche, beschnitzter Stamm

Auf der Rhein-Weser-Wasserscheide zwischen Elleringhausen und Brilon-Wald, direkt am Rothaarsteig, steht die etwa 10 Meter hohe Feuereiche. Sie wurde unter der Federführung des Kunsthandwerkers Roland Bongert aus Olsberg-Brunskappel geschaffen. Ein Band aus Bronze schlingt sich wendelförmig um den mit bemalten Schnitzreliefs verzierten Stamm zum ehemaligen Gipfel des Baumes und mündet in einer symbolischen Flamme aus Titanblechen. Die Eiche erzählt über die Entstehung des Lebens, das Verhältnis des Menschen in seiner Entwicklung zum Feuer, bis hin zum heutigen High-Tech-Zeitalter. Zahlreiche Schaukästen rund um die Eiche dienen der Erklärung und Dokumentation. Bei Dunkelheit wird die Feuereiche mit künstlichen Flammen beleuchtet. Im Naturschutzgebiet unterhalb der Feuereiche blühen im März tausende von Märzbechern. Der Volksmund nennt diesen Teil des Waldes liebevoll Maiglöckchen-Wiese. Das Kunstwerk entstand im Zusammenhang mit dem Informations- und Demonstrationszentrum erneuerbare Energie in Olsberg. Um Touristen und Wanderer für das Informationszentrum zu interessieren, hat das Forstamt Olsberg die Erlebnisstation „Im Wald wächst Wärme“ mit dem Kunstwerk als optischer Mittelpunkt anlegen lassen. Dort können sich Besucher über die Energienutzung von Holz informieren.

## Bildung
- Grundschule Elleringhausen-Bruchhausen
- Katholischer Kindergarten St. Laurentius